# Лимон (провинция)
Вижте пояснителната страница за други значения на Лимон.
Лимон (на испански: Limón) е една от 7-те провинции на централноамериканската държава Коста Рика. Лимон се намира в източната част на страната и граничи с Атлантическия океан. Провинцията е с население от 386 862 жители (по преброяване от май 2011 г.) и обща площ от 9189 km².

## Кантони
Провинция Лимон е разделена на 6 кантона, някои от тях са:
1. Лимон
2. Матина
3. Таламанка